# Agnieszka Arnold
Agnieszka Arnold (ur. 24 września 1947 w Łowiczu) – polska dokumentalistka, reżyserka i reporterka telewizyjna. Ukończyła polonistykę na Uniwersytecie Warszawskim. Autorka wielu filmów o mniejszościach etnicznych i religijnych.

## Twórczość
Najbardziej znane są jej filmy poświęcone zbrodni w Jedwabnem. W 1999 Arnold nakręciła dokument Gdzie mój starszy syn Kain, w którym znalazły się relacje Szmula Wassersztajna i córki właściciela stodoły w Jedwabnem, w której spalono Żydów. W ustaleniach IPN dotyczących pogromu w Jedwabnem podważono wiarygodność Szmula Wasersztejna, wykazując że wiele podawanych przez niego faktów nie znajduje żadnego potwierdzenia w śledztwie.
W 2001 powstał film Sąsiedzi w całości dotyczący wydarzeń z Jedwabnego. M.in. na podstawie przeprowadzonych w 1998 przez Arnold wywiadów z mieszkańcami Jedwabnego Jan Gross napisał książkę pod tym samym tytułem (wyd. 2001). Po premierze filmu oświadczyła w warszawskiej synagodze Nożyków podczas dyskusji poświęconej sprawie Jedwabnego, że „Jest to polska zbrodnia popełniona na polskich Żydach”, co potwierdziły ustalenia IPN. W 2001 otrzymała Nagrodę Wielką Fundacji Kultury.

## Wybrana filmografia
- Miś (1980) – współpraca reżyserska
- Kto ziarno nadziei siał (1993)
- Anoszim, noszim, we-taf... (1993)
- Mit, tradycja, rzeczywistość (1994)
- Miasteczko (1995)
- Oberek (1996)
- Ocalona (1996)
- Bareizm (1997)
- Na początku była Trzcinica (1997)
- ...Gdzie mój starszy syn Kain (1999)
- Ikona Bożego Narodzenia (2000)
- Czarny lipiec (2001)
- Sąsiedzi (2001)
- Bohater (2002), film o Romualdzie Rajsie
- Historia matematyka polski (2003)
- Oczyszczenie (2003)
- Przebaczenie (2003)
- Polak z Żytomierza (2004)
- Lider (2005)
- Zula z Czeczenii (2005)
- Bunt Janion (2006)
- Niepodległość bez cenzury (2006)
- Kongres niedokończony (2009)
- Rotem (2013)

## Kontrowersje
W roku 2006 (1 września) – bez kolaudacji TVP – pokazano film Przebaczenie. 20 grudnia Agnieszka Arnold została pisemnie upomniana przez Komisję Etyki TVP za to, że naruszyła w swoim filmie obowiązujące „Zasady Etyki Dziennikarskiej w Telewizji Polskiej – informacja, publicystyka, reportaż, dokument, edukacja”, tj. par. II – Informacje i opinie pkt. 3. Jak pisał Tadeusz Sobolewski: „Trzeba zaznaczyć, że o rzezi wołyńskiej na Polakach Arnold zrobiła inny film, pokazywane wcześniej w TVP „Oczyszczenie”. W drugim dokumencie udało jej się dotrzeć do ukraińskich niepodległościowców, pokazać ich tragiczne uwikłanie. Występujący w filmie Danyło Szumuk, wielbiciel Tadeusza Reytana, rzecznik polsko-ukraińskiego pojednania o wyglądzie proroka, przesiedział kilkadziesiąt lat w więzieniach polskim, niemieckim i radzieckim. Arnold pokazała dylematy nacjonalistów ukraińskich, genezę ich sojuszu z Niemcami hitlerowcami, późniejszą kapitulację wobec KGB. Broni tego filmu historyk prof. Andrzej Friszke. Reżyserka będzie odwoływać się od krzywdzącego ją osądu Komisji Etyki. Uważa też, że to przez nią straciła posadę Jadwiga Nowakowska, która objęła redakcję dokumentalną TVP po wyrzuceniu Krzysztofa Talczewskiego i Andrzeja Titkowa. Nowakowska nieopatrznie dopuściła do emisji Przebaczenia”.
Sprawą zajmował się Program Spraw Precedensowych Helsińskiej Fundacji Praw Człowieka. Sprawa zakończyła się w czerwcu 2008 ugodą, w której TVP przeprosiła Agnieszkę Arnold za „błędną i jednostronną” ocenę jej filmu oraz mylne orzeczenie komisji etyki i wypłaciła jej 25 tys. zł odszkodowania.
Agnieszka Arnold udzieliła wywiadu tygodnikowi „Przegląd” na temat książek Jana Tomasza Grossa. Według niej Sąsiedzi „naznaczyli stygmatem zbrodniarzy” mieszkańców Jedwabnego, utrudniając dyskusję o stosunkach polsko-żydowskich.